# Confédération des syndicats professionnels (Norvège)
Pour les articles homonymes, voir Confédération des syndicats professionnels.
L'Utdanningsgruppenes Hovedorganisasjon (UNIO - Confédération des syndicats professionnels) est une confédération syndicale norvégienne affiliée à la Confédération européenne des syndicats, à la Confédération syndicale internationale et au Conseil des syndicats nordiques.